# Ivo Petrić
Ivo Petrić (* 16. Juni 1931 in Ljubljana; † 13. September 2018 ebenda) war ein slowenischer Komponist und Dirigent.

## Leben
Geboren als Sohn von Vinko und Mara Petrić in Ljubljana, erhielt Ivo Petrić seine musikalische Ausbildung von 1952 bis 1958 an der Musikakademie Ljubljana, wo er Oboe, Komposition bei Lucijan Marija Škerjanc sowie Dirigieren bei Danilo Švara studierte.
1961–1982 war er Leiter des von ihm gegründeten Kammerensembles „Slavko Osterc“, mit dem er zahlreiche Tourneen unternahm und mehr als 130 Werke vor allem slowenischer Komponisten zur Uraufführung brachte, sodass es den Rang eines der führenden jugoslawischen Klangkörper für neue Musik innehatte. 1979–1995 war er künstlerischer Leiter des Orchesters Slowenische Philharmonie.
Parallel dazu wirkte er für mehrere Jahre als Sekretär im Slowenischen Komponistenverband und 1970–2002 als Herausgeber im verbandseigenen Verlag Edicije Društva slovenskih skladateljev (Edicije DSS), wo er für die Edition von rund 1000 Partituren neuer slowenischer Musik verantwortlich zeichnete. Zudem war er häufiges Jurymitglied bei Kompositions- oder Dirigierwettbewerben in Jugoslawien bzw. Slowenien und im Ausland.
Ivo Petrić komponierte rund 200 Werke hauptsächlich instrumentaler Gattungen.

## Preise und Auszeichnungen (Auswahl)
- 1955: Prešeren-Studentenpreis für die Sinfonie Nr. 1 „Goga“
- 1971: Preis der Prešeren-Stiftung für Intarzije für Kammerensemble und Streichquartett 69 sowie für die kreative künstlerische Leitung des Ensembles „Slavko Osterc“
- 1977: Župančič-Preis der Stadt Ljubljana
- 2001: Kozina-Preis des Slowenischen Komponistenverbandes
- 2008: Ehrenmitglied der Slowenischen Philharmonie
- 2012: Ehrenmitglied des Slowenischen Komponistenverbandes
- 2016: Großer Prešeren-Preis für das Lebenswerk[3]

## Werke (Auswahl)

### Ballett
- Odysseus (1967)
- Stimmungen und Temperamente (1987)

### Kantaten
- Die Geschichte von Ferdinand für Sprecher und Orchester (1959)
- Vem za pomlad (Ich kenne den Frühling). Kantate für Sprecher, gemischten Chor und Orchester (1961)
- Das Lied des Lebens. Kantate nach Texten von Srečko Kosovel, Ivan Cankar und France Forstnerič  für Mezzosopran und Orchester(1995)
- Come un nastro di porpora. Kantate für Mezzosopran, Männerchor und Orchester oder Klavier zu vier Händen (2002)

### Orchester
- Sinfonie Nr. 1 „Goga“ (1954/1960)
- Sinfonie Nr. 2 (1957)
- Sinfonie Nr. 3 (1959/1960)
- Konzertouvertüre (1960)
- Sinfonische Metamorphosen (1964)
- Fresque symphonique (1973)
- Impressionen nach Grohar I und II (1980; 1998)
- Das Bildnis des Dorian Gray I und II (1983/1984; 1987, rev. 2007)
- Gallus-Metamorphosen (1991/1992)
- Schottische Impressionen (1994/1995)
- Vier Jahreszeiten (1995/1996)
- Herbstsinfonie (1996)
- Three Places in Scotland (2000)
- Pokrajine spomina (Landschaftserinnerungen) (2010)
- Places for My Soul (2015)

### Streichorchester
- Concerto grosso (1955)
- Dresdner Konzert (1987)
- Sinfonietta giocosa (2007)

### Soloinstrument(e) und Orchester
Konzerte und Konzertstücke u. a. für Flöte, Oboe, Klarinette, Saxophon, Fagott, Horn, Trompete, Harfe, Klavier, Marimba, Schlagzeug, Violine, Viola, Violoncello
- Gemini-Konzert für Violine, Violoncello und Orchester (1975)
- Toccata concertante für vier Schlagzeuger und Orchester (1979)
- Concertino doppio für Flöte, Horn und Kammerorchester (2007)

### Gesang mit Begleitung
- Igre (Spiele) für Gesang und Harfe (1965)
- Lyrisches Fragment für Mezzosopran, Horn und Klavier (1999)
- Integrale nach Worten von Srečko Kosovel für Gesang und Klavier (2004)

Weiters eine Vielzahl an Chorsätzen sowie zahlreiche Solostücke, Duos und Kammermusik für verschiedene Besetzungen.